# 짐 톰프슨 (디자이너)

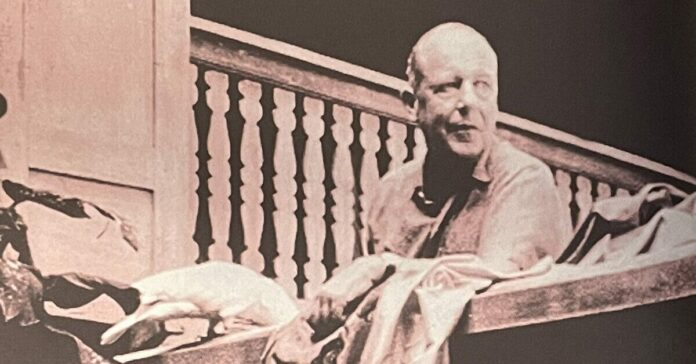

제임스 해리슨 윌슨 톰프슨(James Harrison Wilson Thompson, 1906년 3월 21일 ~ 1967년 실종)은 타이 실크를 세계에 널리 알린 것으로 알려진 미국의 기업인이다.

## 실종
1967년 3월 26일에 휴가로 말레이시아 캐머런 하일랜즈에 있는 방문한 톰프슨은 친구의 별장 문라이트 코티지 (Moonlight cottage)에서 홀연히 사라졌다. 말레이시아 군 및 경찰, 현지 주민 등 수백명을 동원한 대규모 수색 작업에도 불구하고 다시는 발견되지 않았다. 실종 당시 톰프슨은 자신의 이름을 딴 타이 실크 제품 생산, 판매의 성공으로 아시아뿐만 아니라 미국이나 유럽에서도 유명세를 타고 있었을뿐만 아니라 실종 당시 베트남 전쟁이 격화되어, 이에 따라 동남아시아에서도 첩보 활동이 활발하게 되었으며, 톰프슨 또한 소속 실종 당시에도 미국 등의 첩보 관계자와 접촉을 가지고 있었다. 반란이 계속되는 타이 정부 상층부나 반정부 지도자에 지인이 많은 등, 몸값 목적의 납치, 첩보 활동에 얽힌 납치와 암살, 단순히 정글에서의 조난, 현지 주민에 의한 살해까지 다양한 실종 이유가 거론되었지만 현재에 이르기까지 그 행방이나 생사도 미스터리이다. 또한 실종 5개월 후인 8월 30일 톰프슨의 누나인 캐서린 톰프슨 우드(Katherine Thompson Wood, 당시 74세)가 펜실베이니아의 집에서 타살된 체로 발견되었으며, 이 사건의 범인은 검거되지 않았다. 또한, 톰프슨의 실종과 관련이 있는지 여부도 불분명하다.

## 같이 보기
- 실종자